# Mareuil-sur-Lay
Pour les articles homonymes, voir Mareuil.
Mareuil-sur-Lay est une ancienne commune française, située dans le département de la Vendée en région Pays de la Loire. Elle a existé de  1828 à 1974. D'abord, jusqu'en 1956, sous le nom simple de Mareuil, puis de 1956 à 1974 sous le nom de Mareuil-sur-Lay.
Elle a été créée en 1828 par la fusion des communes de Beaulieu-sur-Mareuil et de Saint-André-sur-Mareuil. 
En 1974, Mareuil-sur-Lay a fusionné avec la commune de Dissais pour former la nouvelle commune de Mareuil-sur-Lay-Dissais.

## Histoire
Le site de Mareuil est occupé depuis au moins le néolithique, car on y a trouvé des vestiges de cette époque, notamment des haches polies et des objets en bronze.
En l'an 613, Mareuil est attaqué par des Bretons. Le château de l'époque, sûrement une motte castrale, appartenait au gouverneur d'Aquitaine, Sédrégisile.
Au Moyen Âge, pour les mêmes raisons de position stratégique, un château fort est bâti sur la butte rocheuse où se situe l'actuel château de Marie du Fou, tout près de l'église. On peut voir la forme de ces fortifications sur un plan de 1704 intitulé " plan de Maroeuil". Ce château, fait d'une enceinte presque circulaire, comprenait un donjon quadrangulaire, un châtelet d'entrée et quelques tours rondes et carrées renforçant  les courtines. Le châtelet était presque en vis-à-vis du pont enjambant le Lay, pour surveiller et contrôler tout passage. Un profond fossé le séparait du reste du plateau rocheux où se situait le village et un prieuré, et cet ensemble était peut-être entouré d'une enceinte fortifiée. Mais avant cette forteresse, il y avait très probablement une motte castrale, comme le laisse supposer ce plan de 1704 où on voit une colline entourée d'un fossé en direction de la Roche sur Yon et légendé « ancien fort ». À noter, sur ce même plan, une certaine "vieille tour" qui était implantée sur le pic rocheux où se trouve actuellement le calvaire de la route des Pineaux. Cette tour était sans doute une fortification avancée complémentaire au château.
Pendant la guerre de Cent Ans, Bertrand du Guesclin reprend Mareuil en août 1372, qui était tombée aux mains des Anglais à la suite du traité de Brétigny-Calais. En 1431, le fils de Marguerite de Clisson, Jean de Blois, met le siège devant le château qui était à nouveau retombé dans le camp anglais. Le château étant quasi imprenable, les Anglais résistent aux sièges jusqu'en 1438, lorsqu'un certain Geoffroy de Mareuil, capitaine du Roi, réussit à chasser les Anglais, qui ne reviendront plus à Mareuil.
Au XVe siècle, cette ancienne seigneurie était rattachée à la vicomté de Thouars qui appartenait à la famille d'Amboise.
Lors de la Première Guerre mondiale, plusieurs jeunes soldats de la commune ont trouvé la mort lors des combats.

### Liste des maires
| Période                                  | Période       | Identité           | Étiquette | Qualité                                                         |
| ---------------------------------------- | ------------- | ------------------ | --------- | --------------------------------------------------------------- |
| Les données manquantes sont à compléter. |               |                    |           |                                                                 |
| ?                                        | ?             | Marcel Poumailloux | URD       | Négociant en grains Conseiller général de Mareuil (1928 → 1940) |
| mai 1953                                 | mars 1971     | Maurice Priouzeau  | DVD       | Vétérinaire Conseiller général de Mareuil-sur-Lay (1945 → 1970) |
| mars 1971                                | décembre 1973 | Gérard Priouzeau   | DVD       | Cultivateur Conseiller général de Mareuil-sur-Lay (1970 → 2001) |